# Alice di Albany
Alice, contessa di Athlone (Alice Mary Victoria Augusta Pauline; nata Principessa Alice di Albany; Castello di Windsor, 25 febbraio 1883 – Kensington Palace, 3 gennaio 1981), è stata uno dei membri più longevi della famiglia reale britannica, inoltre fu l'ultima nipote sopravvissuta della regina Vittoria.

## Biografia

### Infanzia
La principessa Alice, nome datogli in memoria della zia Alice, Granduchessa d'Assia e del Reno, nacque il 25 febbraio 1883, nel Castello di Windsor; suo padre era il principe Leopoldo, duca di Albany, figlio minore della regina Vittoria e del Principe Alberto, mentre la madre era la Principessa Elena di Waldeck e Pyrmont, sorella della regina Emma dei Paesi Bassi, ciò rendeva Alice prima cugina della regina Guglielmina. 
Alice venne battezzata nella Cappella privata di Windsor, venendo titolata come Sua Altezza Reale la Principessa Alice di Albany. I suoi padrini furono la nonna Vittoria, il Principe di Galles, la Principessa reale e erede al trono tedesco (rappresentata dalla Principessa di Galles) Augusta Vittoria di Germania (rappresentata dalla Principessa Beatrice) re Guglielmo III dei Paesi Bassi (rappresentato dall'Ambasciatore olandese, il Conte de Bylandt), Luigi IV, Granduca d'Assia (rappresentato dal Duca di Edimburgo), Paolina di Waldeck e Pyrmont (rappresentata dalla Principessa Elena) e la Duchessa di Cambridge.
La principessa Alice era una delle portatrici del gene dell'emofilia, originato dalla regina Vittoria. Alice ereditò il gene da suo padre, morto a causa della malattia quando lei aveva un anno.

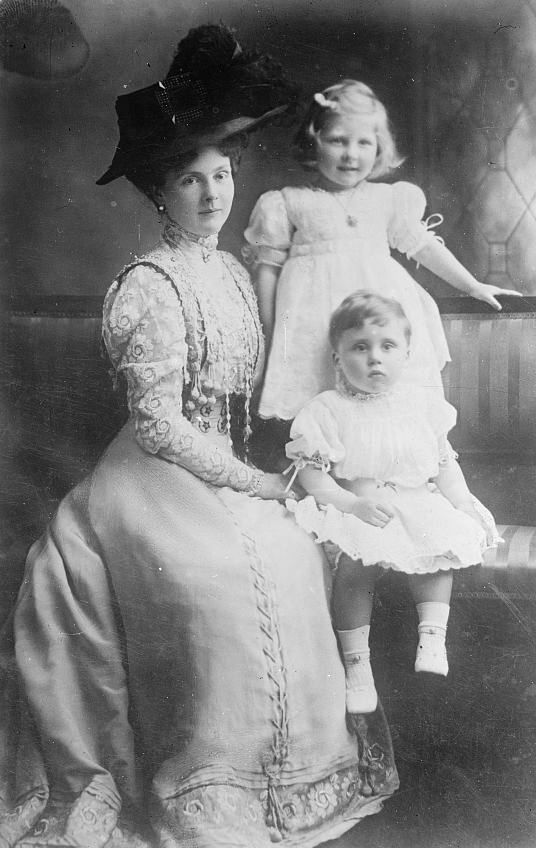
Alice con i figli May e Rupert, nel 1909.

### Matrimonio
Il 10 febbraio 1904 nella Cappella di San Giorgio, a Windsor, la Principessa Alice sposò il principe Alessandro di Teck, figlio di Francesco, duca di Teck e di Maria Adelaide di Cambridge, prima cugina della regina Vittoria e fratello della Principessa Mary di Teck, futura regina e moglie di re Giorgio V. 
Le damigelle della sposa erano le principesse Margaret e Patrizia di Connaught, la principessa Elena di Waldeck e Pyrmont, la principessa Mary di Galles e la Principessa Mary di Teck, entrambe nipoti dello sposo.

### Il 1917
Nel 1917, nel pieno della Prima guerra mondiale, la famiglia reale britannica decise di cambiare il proprio nome, Sassonia-Coburgo-Gotha, considerato troppo tedesco, così re Giorgio V scelse il nome "Windsor". Tale regola valse anche per gli altri rami cadetti della famiglia, come i Battenberg, poi Mountbatten e i Teck, di cui il marito della principessa Alice faceva parte. Con il Titles Deprivation Act, il Principe Alessandro, marito di Alice, rinunciò ai titoli di Principe del Regno di Württemberg e il trattamento di Altezza Serenissima, assumendo il cognome "Cambridge" e venne nominato Conte di Athlone, così Alice divenne la Sua Altezza Reale la Contessa di Athlone, trattamento che avrà fino alla morte.

### Periodo in Sudafrica, Canada e secondo conflitto mondiale
Nel 1924, fino al 1930, il Conte di Atlhone fu nominato Governatore generale del Unione Sudafricana, così Alice accompagnò il marito nelle vesti di viceregina. La coppia fece costruire una casa costiera a Muizenberg, esistente ancora oggi; il sobborgo Athlone di Città del Capo è stato chiamato in onore del principe Alessandro.
Con la morte di Lord Tweedsmuir nel 1940, il Canada si ritrovò senza un Governatore nel mezzo di una guerra mondiale. L'anno precedente, il 1939, re Giorgio VI e la regina Elizabeth, intrapresero un grande tour per tutto il paese, riscuotendo un grande successo, così di penso ad un membro della famiglia reale. La scelta cadde su Alessandro di Athlone, che sembrava un candidato soddisfacente, tanto che il Primo ministro del Canada, W. L. Mackenzie King, consigliò al Re di nominarlo.
Alice seguì il marito in Canada, dove prestò servizio come Governatore generale dal 1940 al 1946, risiedendo principalmente alla Rideau Hall, ad Ottawa. I loro tre nipoti, Anne, Richard ed Elizabeth, vissero con loro in Canada durante il periodo bellico.
Dopo la sua nomina, Alessandro sostenne lo sforzo bellico, viaggiano per tutto il paese e concentrandosi sull'ispezioni dei reparti militari, sia nelle Accademie militari, dove si addestravano, sia negli ospedali, visitando i feriti ed i ricoverati. In qualità di viceregina, la principessa Alice si impegnò anche lei in campo militare, prestando servizio come Comandante onorario del reale canadese servizio navale delle donne, come Comandante onorario aereo della Divisione femminile dell'Aeronautica reale canadese ed anche Presidente della Divisione infermieristica della Brigata di St. John.
Durante il conflitto, molti membri delle famiglia reali europee cercarono rifugio in Canada, il più delle volte vennero ospitati dagli Athlone; fra questi Pietro II di Jugoslavia, Giorgio II di Grecia, il Principe e la Principessa ereditaria Martha di Norvegia assieme ai figli, la Granduchessa Carlotta ed il Principe Felice di Lussemburgo, l'ex Imperatrice Zita d'Austria con le sue figlie, così come la regina Guglielmina e la Principessa Giuliana dei Paesi Bassi, assieme al marito Bernard e le figlie. Nel dicembre 1941, il Primo ministro britannico, Winston Churchill, visitò Rideau Hall, dove presiedette alcune riunioni di gabinetto.

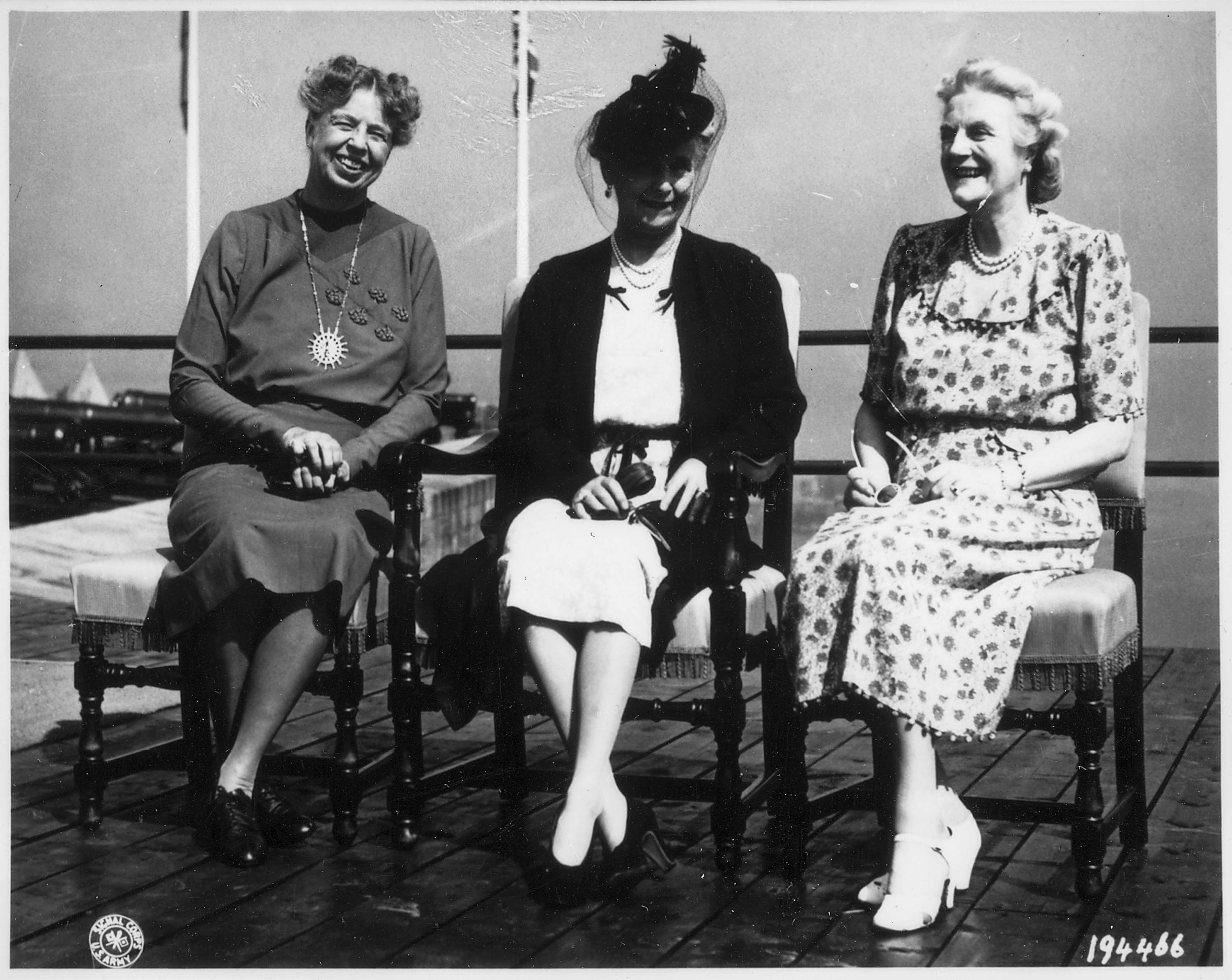
Da sinistra: Eleonor Roosevelt, Alice di Athlone e Clementina Churchill, in Québec nel 1944.

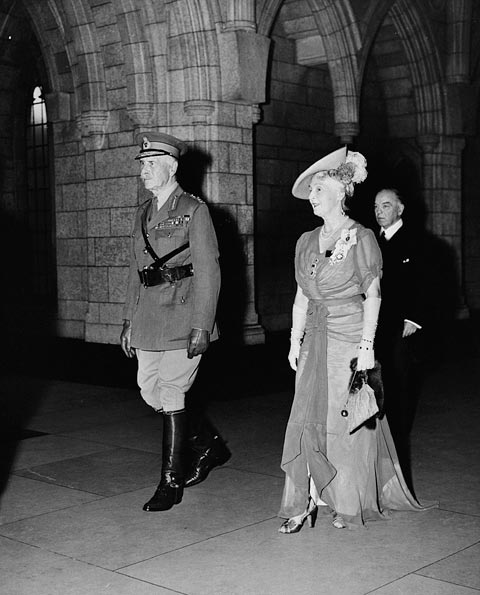
I Conti di Athlone durante l'apertura del Parlamento canadese, nel 1945.

Nell'agosto del 1943 ed a settembre del 1944, si svolsero le Conferenze del Québec, a cui parteciparono i Primi ministri di Canada e Regno Unito ed il Presidente degli Stati Uniti, Franklin D. Roosevelt. Durante questi incontri, vennero discusse le strategie che gli Alleati avrebbero usato per arrivare alla vittoria, contro la Germania nazista e l'Impero giapponese. Quando i tedeschi firmarono l'armistizio il 9 maggio 1945 ed i giapponesi vennero sconfitti ad agosto, gli Athlone guidarono alcune celebrazioni nazionali, tenutesi a Parliament Hill. Infine, Alessandro ed Alice presenziarono all'apertura del Parlamento, per poi lasciare il Canada nel 1946.

### Ruolo pubblico

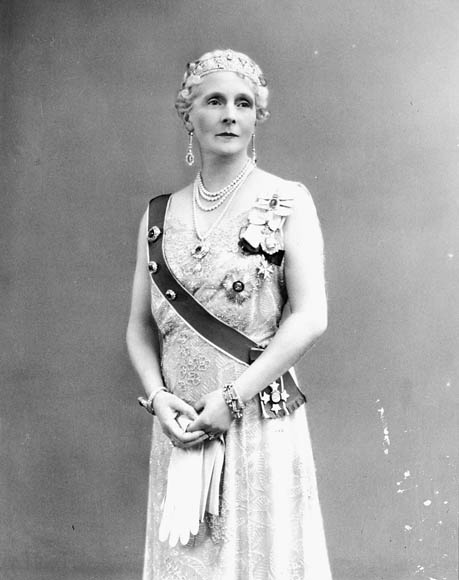
Fotografia ufficiale di Alice, nelle vesti di consorte del Governatore-Generale del Canada, c.1941

Nel corso della sua vita, la Principessa Alice svolse numerosi impegni, prendendo parte a molte attività dove la famiglia reale era coinvolta, ruolo che oggi verrebbe chiamato come "Working Royal". Alice servì l'Impero come Viceregina del Sudafrica e del Canada, partecipò alle incoronazioni di quattro monarchi britannici: lo zio Edoardo VII, il primo cugino Giorgio V, Giorgio VI nel 1937 ed Elisabetta II nel 1953. Rappresentò re Giorgio al matrimonio di Giuliana d'Olanda con il Principe Bernardo di Lippe-Biesterfeld; inoltre nel 1948 partecipò all'investitura ufficiale della regina Giuliana dei Paesi Bassi, di cui Alice era madrina. Gli Athlone visitarono il Bahrein e l'Arabia Saudita nell'inverno del 1938, divenendo il primo reale britannico a visitare tale paese e l'unico ad incontrare re Abdulaziz, oltre ad altri membri della famiglia reale saudita.

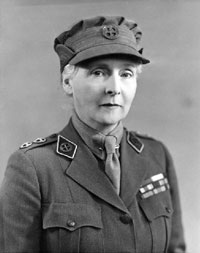
Alice nel 1942, in uniforme del First Aid Nursing Yeomanry.

La Principessa fu anche Colonnello in Capo di due unità dell'Esercito britannico e di una dell'Esercito della Rhodesia. Nel 1950 divenne il primo rettore dell'Università delle Indie occidentali (University College of the West Indies). Visitava ogni anno l'università in qualità di Cancelliere. Fu Presidente del Consiglio del Royal Holloway College, università londinese. Nel 1966, la principessa Alice pubblicò le sue memorie, For My Grandchildren.

### Ultimi anni e morte
Con la fine della Seconda guerra mondiale, il fratello di Alice, Carlo Edoardo, Duca di Sassonia-Coburgo-Gotha dal 1900 al 1918, fu arrestato ed imprigionato dal Governo militare americano, che si trovava in Baviera, sotto il comando del Gen. George S. Patton. Prima del conflitto, il Duca fu un membro attivo del Reichstag nazista, oltre ad essere stato un sostenitore dell'idea nazionalsocialista. Venendo a sapere della vicenda, Alice si recò assieme al marito in Germania, supplicando gli Americani affinché il fratello fosse rilasciato. Alla fine Carlo Edoardo fu condannato da un tribunale di denazificazione, venendo pesantemente multato e quasi mandato in bancarotta.
Il Conte di Atlhone morì nel 1957, la Principessa Alice continuò a vivere a Kensington Palace, dove morì nel sonno il 3 gennaio 1981, all'età di 97 anni e 313 giorni. Fece la sua ultima apparizione in pubblico sul balcone di Buckingham Palace, durante le celebrazioni per il Giubileo d'argento di Elisabetta II. Alice rimane uno dei membri più longevi della famiglia reale, dopo la regina Elisabetta II e prima del Principe Filippo, della Regina madre e della Principessa Alice di Gloucester, quest'ultimi furono membri della casa reale tramite matrimonio, mentre Alice lo era per nascita.
Il suo funerale si svolse nella Cappella di San Giorgio di Windsor, a cui parteciparono tutti i membri della famiglia reale. Venne sepolta insieme al marito ed al figlio nel Royal Burial Gruound, Frognomore, vicino al mausoleo dei nonni, Vittoria ed Alberto. Al momento della morte era prozia della regina inglese e del re di Svezia.
Alice visse in totale sotto sette regni: quelli della regina Vittoria, Edoardo VII, Giorgio V, Edoardo VIII, Giorgio VI ed Elisabetta II.

## Discendenza
La principessa Alice ed il principe Alessandro di Teck ebbero tre figli:
- May di Teck, Lady May Cambridge (23 gennaio 1906-29 maggio 1994), sposata con Henry Abel Smith
- Ruperto di Teck, Visconte Trematon (24 agosto 1907-15 aprile 1928), morto in un incidente stradale
- Maurizio di Teck (29 marzo 1910-14 settembre 1910), morto a soli cinque mesi.

## Titoli, trattamento e stemma

### Titoli e trattamento
- 25 febbraio 1883 – 10 febbraio 1904: Sua Altezza Reale la Principessa Alice di Albany, principessa di Sassonia Coburgo e Gotha, duchessa in Sassonia
- 10 febbraio 1904 – 14 luglio 1917: Sua Altezza Reale la Principessa Alessandro di Teck, principessa di Sassonia Coburgo e Gotha, duchessa in Sassonia
- 14 luglio 1917 – luglio 1917: Sua Altezza Reale L'Onorevole Lady Cambridge
- luglio 1917 – 3 gennaio 1981: Sua Altezza Reale la Contessa di Athlone

### Stemma e stendardi

Stemma di Alice, Contessa di Atlhone
Stendardo di Alice, linea a cinque punti con un cuore rosso, mentre quella centrale con la Croce di San Giorrgio.
Stendardo personale della Principessa Alice, usato in Scozia.

## Ascendenza
|                                       |                                 |                                         | Genitori                                        |  |  | Nonni |  |  | Bisnonni                            |  |  | Trisnonni                                       |  |
|                                       |                                 |                                         |                                                 |  |  |       |  |  | Ernesto I di Sassonia-Coburgo-Gotha |  |  | Francesco Federico di Sassonia-Coburgo-Saalfeld |  |
|                                       |                                 |                                         |                                                 |  |  |       |  |  | Ernesto I di Sassonia-Coburgo-Gotha |  |  | Francesco Federico di Sassonia-Coburgo-Saalfeld |  |
|                                       |                                 | Augusta di Reuss-Ebersdorf              |                                                 |  |  |       |  |  | Ernesto I di Sassonia-Coburgo-Gotha |  |  |                                                 |  |
| Alberto di Sassonia-Coburgo-Gotha     |                                 |                                         |                                                 |  |  |       |  |  | Ernesto I di Sassonia-Coburgo-Gotha |  |  |                                                 |  |
|                                       |                                 | Luisa di Sassonia-Gotha-Altenburg       | Augusto di Sassonia-Gotha-Altenburg             |  |  |       |  |  |                                     |  |  |                                                 |  |
|                                       |                                 | Luisa di Sassonia-Gotha-Altenburg       | Augusto di Sassonia-Gotha-Altenburg             |  |  |       |  |  |                                     |  |  |                                                 |  |
|                                       |                                 | Luisa di Sassonia-Gotha-Altenburg       | Luisa Carlotta di Meclemburgo-Schwerin          |  |  |       |  |  |                                     |  |  |                                                 |  |
| Leopoldo, duca di Albany              |                                 | Luisa di Sassonia-Gotha-Altenburg       |                                                 |  |  |       |  |  |                                     |  |  |                                                 |  |
|                                       |                                 | Edoardo Augusto di Hannover             | Giorgio III del Regno Unito                     |  |  |       |  |  |                                     |  |  |                                                 |  |
|                                       |                                 | Edoardo Augusto di Hannover             | Giorgio III del Regno Unito                     |  |  |       |  |  |                                     |  |  |                                                 |  |
|                                       |                                 | Edoardo Augusto di Hannover             | Carlotta di Meclemburgo-Strelitz                |  |  |       |  |  |                                     |  |  |                                                 |  |
| Vittoria del Regno Unito              |                                 | Edoardo Augusto di Hannover             |                                                 |  |  |       |  |  |                                     |  |  |                                                 |  |
|                                       |                                 | Vittoria di Sassonia-Coburgo-Saalfeld   | Francesco Federico di Sassonia-Coburgo-Saalfeld |  |  |       |  |  |                                     |  |  |                                                 |  |
|                                       |                                 | Vittoria di Sassonia-Coburgo-Saalfeld   | Francesco Federico di Sassonia-Coburgo-Saalfeld |  |  |       |  |  |                                     |  |  |                                                 |  |
|                                       |                                 | Vittoria di Sassonia-Coburgo-Saalfeld   | Augusta di Reuss-Ebersdorf                      |  |  |       |  |  |                                     |  |  |                                                 |  |
| Alice di Albany                       |                                 | Vittoria di Sassonia-Coburgo-Saalfeld   |                                                 |  |  |       |  |  |                                     |  |  |                                                 |  |
|                                       | Giorgio II di Waldeck e Pyrmont | Giorgio I di Waldeck e Pyrmont          |                                                 |  |  |       |  |  |                                     |  |  |                                                 |  |
|                                       | Giorgio II di Waldeck e Pyrmont | Giorgio I di Waldeck e Pyrmont          |                                                 |  |  |       |  |  |                                     |  |  |                                                 |  |
|                                       | Giorgio II di Waldeck e Pyrmont | Augusta di Schwarzburg-Sondershausen    |                                                 |  |  |       |  |  |                                     |  |  |                                                 |  |
| Giorgio Vittorio di Waldeck e Pyrmont | Giorgio II di Waldeck e Pyrmont |                                         |                                                 |  |  |       |  |  |                                     |  |  |                                                 |  |
|                                       |                                 | Emma di Anhalt-Bernburg-Schaumburg-Hoym | Vittorio II di Anhalt-Bernburg-Schaumburg-Hoym  |  |  |       |  |  |                                     |  |  |                                                 |  |
|                                       |                                 | Emma di Anhalt-Bernburg-Schaumburg-Hoym | Vittorio II di Anhalt-Bernburg-Schaumburg-Hoym  |  |  |       |  |  |                                     |  |  |                                                 |  |
|                                       |                                 | Emma di Anhalt-Bernburg-Schaumburg-Hoym | Amalia di Nassau-Weilburg                       |  |  |       |  |  |                                     |  |  |                                                 |  |
| Elena di Waldeck e Pyrmont            |                                 | Emma di Anhalt-Bernburg-Schaumburg-Hoym |                                                 |  |  |       |  |  |                                     |  |  |                                                 |  |
|                                       |                                 | Guglielmo di Nassau                     | Federico Guglielmo di Nassau-Weilburg           |  |  |       |  |  |                                     |  |  |                                                 |  |
|                                       |                                 | Guglielmo di Nassau                     | Federico Guglielmo di Nassau-Weilburg           |  |  |       |  |  |                                     |  |  |                                                 |  |
|                                       |                                 | Guglielmo di Nassau                     | Luisa Isabella di Kirchberg                     |  |  |       |  |  |                                     |  |  |                                                 |  |
| Elena di Nassau                       |                                 | Guglielmo di Nassau                     |                                                 |  |  |       |  |  |                                     |  |  |                                                 |  |
|                                       |                                 | Paolina di Württemberg                  | Paolo Federico di Württemberg                   |  |  |       |  |  |                                     |  |  |                                                 |  |
|                                       |                                 | Paolina di Württemberg                  | Paolo Federico di Württemberg                   |  |  |       |  |  |                                     |  |  |                                                 |  |
|                                       |                                 | Paolina di Württemberg                  | Carlotta di Sassonia-Hildburghausen             |  |  |       |  |  |                                     |  |  |                                                 |  |
|                                       |                                 | Paolina di Württemberg                  |                                                 |  |  |       |  |  |                                     |  |  |                                                 |  |

## Onorificenze

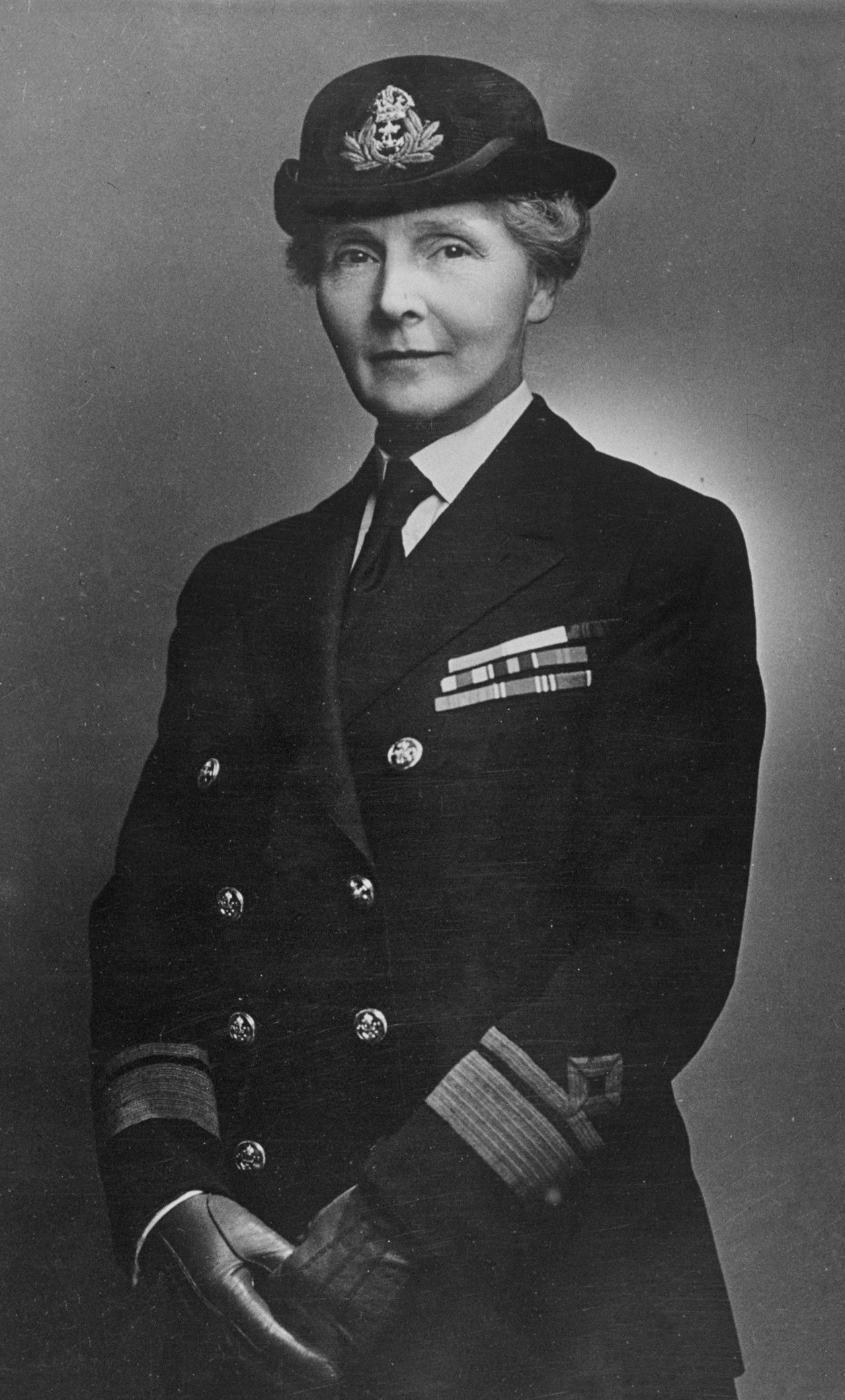
Alice d'Albany, Contessa d'Athlone.

### Posizioni militari
- Colonnello in Capo del First Aid Nursing Yeomanry